# Atelopus orcesi
Atelopus orcesi es una especie de anfibio anuro de la familia Bufonidae.

## Distribución geográfica
Esta especie es endémica de la provincia de Sucumbíos en Ecuador. Habita alrededor de 2400 m sobre el nivel del mar en la vertiente oriental de la Cordillera Oriental.

## Descripción
El macho promedio mide 29,4 mm y la hembra 42,1 mm.

## Etimología
Esta especie lleva el nombre en honor a Gustavo Edmundo Orcés Villagómez.

## Publicación original
- Coloma, Duellman, Almendáriz, Ron, Terán-Valdez, Guaysamin, 2010 : Five new (extinct?) species of Atelopus (Anura: Bufonidae) from Andean Colombia, Ecuador, and Peru. Zootaxa, n.º 2574, p. 1–54.[3]